# Battlefleet Gothic: Armada II
Battlefleet Gothic: Armada II — відеогра жанру стратегії в реальному часі, розроблена Tindalos Interactive і видана компанією Focus Home Interactive 24 січня 2019 для Windows. Продовження Battlefleet Gothic: Armada, котре так само є адаптацією настільної гри Battlefleet Gothic, але вже за мотивами 8-ї редакції Warhammer 40,000, зображаючи битви космічних кораблів на початку 42-го тисячоліття.
Сюжет Battlefleet Gothic: Armada II присвячено подіям у галактиці після загибелі планети Кадія — ключової для захисту Імперіуму від сил Хаосу. Кампанії пропонують альтернативні історії за низку фракцій, що борються тепер за панування в галактиці.

## Ігровий процес

Битва флоту Космодесанту проти Хаосу

### Основи
Як і в Battlefleet Gothic: Armada, гравець виступає в ролі командувача космічного флоту, керуючи боями та турбуючись про обслуговування космічних кораблів. У Battlefleet Gothic: Armada II було спрощено інтерфейс аби він займав менше місця на екрані. Кампанії отримали багато налаштувань, як-от кількість стартових ресурсів або наявність другорядних місій. В кампанії з'явився «лічильник небезпеки», що зростає з часом. Коли рівень небезпеки досягає певних поділок, зростають шанси випадкових нападів ворогів. А коли лічильник досягає максимуму — гравець зазнає поразки незалежно від попередніх успіхів. У Battlefleet Gothic: Armada II більше уваги приділено розвиткові планет. Вони не лише слугують джерелами ресурсів, а також надають військову підтримку й забезпечують бонусами всі флоти чи флоти в сусідніх системах. Гравці можуть розвивати системи, збільшуючи як надходження ресурсів від них, так і міць оборони. Якщо ворожий флот нападає на захищену систему, він зазнає втрат і штрафів перед боєм. Вороги також можуть розвивати системи, як і наймати нові кораблі.
Переміщення флотів, закупка кораблів, їх модернізація та розвиток планет відбуваються покроково на зоряній карті. Вона поділена на регіони та планетні системи. Кожен регіон містить кілька сполучених між собою систем, а в кожній системі може бути кілька планет і космічна верфь. Щоходу верфі генерують очки конструювання, від чого залежить який клас кораблів там можна замовити. В кожній системі одночасно здатні знаходитись 6 флотів. З підконтрольних планет надходять очки виробництва, за які купуються нові кораблі, ремонтуються та вдосконалюються наявні, та розвиваються планети. Утримання флотів вимагає певної кількості виробництва щоходу. Деякі успішні дії дають бойові плани, за які зменшується рівень небезпеки та скасовуються чи відтерміновуються ворожі напади.
Всі кораблі поділяються на ескортні, легкі крейсери, крейсери, лінійні крейсери і лінкори. В кожному з видів є по кілька моделей. Кораблі володіють характеристиками: цілісність корпусу, щити, швидкість польоту, швидкість розвороту, радіус дії детекторів, розмір екіпажу, кількість турелей, броня. За перемоги (менше за поразки) гравець отримує очки визнання що, на відміну від попередньої гри, витрачаються не на вдосконалення окремих кораблів, а флоту загалом чи всіх кораблів певного типу. Назви кораблів генеруються автоматично з попередньо заданих двох частин, відповідних своїй фракції, але гравцеві дозволяється переназивати кораблі.
Бої відбуваються на площині, заповненій астероїдами, пиловими хмарами і космічними станціям. Виділяючи кораблі мишкою, гравець вказує куди їм рухатися, як розташуватися, якою зброєю атакувати і яке обладнання задіяти. Впродовж кампанії наявні різні завдання. Основні: знищити всі ворожі кораблі або контролювати певні точки. Другорядні: супроводити конвой, вбити ворожого лідера, пробитися крізь оборону, штурмувати об'єкт, викрасти дані, не дати захопити свого командира. Кораблі мають ключові частини: місток (забезпечує виконання спеціальних наказів), генератор (створює захисне поле), двигун (рухає корабель), турелі (базова зброя). Гравцеві можливо вказувати на яких саме частинах концентрувати вогонь, інакше атаки відбуватимуться випадково. Ворогів можна позначити як цілі різного пріоритету. За скрутної ситуації корабель може евакуюватися, після кількох секунд підготувань покинувши поле бою. В цій грі корабель додатково може пошкодити поля Геллера (захищають його у Варпі) і тоді не може відступити з поля бою впродовж наступного ходу. В Battlefleet Gothic: Armada II екіпаж вимірюється умовними одиницями, визначаючи загальну ефективність корабля. Він має бойовий дух і, якщо він низький, екіпаж бунтує, роблячи корабель некерованим.
Багатокористувацькі бої передбачають змагання гравців 1 на 1, або 2 на 2. Битва починається одразу після вибору фракції, командувача та налаштувань кораблів. Для кожної фракції передбачено низку підфракцій, що надають унікальні можливості та змінюють зовнішній вигляд кораблів.

### Ігрові фракції
- Імперський флот — космічні сили Імпе́ріуму — тоталітарної бюрократичної держави, що втратила безліч надбань минулого, проте лишається єдиною силою, здатною захистити людство. Його кораблі в цій грі збалансовані: мають середню швидкість, середню дальність атаки, різноманітні моделі.
- Адептус Механікус — збирачі та охоронці знань і технологій в Імперіумі. Віддають перевагу бою на значній відстані, проте також сильні в абордажі. На озброєнні є особливо дальнобійні гармати «Нова». Володіють унікальним класом кораблів «Ковчег Механікус» найбільшого тоннажу.
- Космічний десант — кораблі орденів Космодесанту, елітних бійців Імперіуму, покликаних усувати найбільші загрози. Вони мають небагато моделей, але вирізняються потужністю та незалежністю від інших кораблів. Флот космічного десанту винятково сильний в абордажі, а бойовий дух екіпажу ніколи не падає.
- Азуріани — флоти високорозвиненої цивілізації е́лдарів, що занепадає та мешкає на величезних кораблях — Штучних Світах. Покладаються на прихованість і раптові швидкі напади. Кораблі обладнані сонячними вітрилами, завдяки яким можуть тимчасово прискорюватися. З-поміж усіх елдарів азуріани володіють найпотужнішою бронею, яка все ж поступається броні кораблів інших фракцій.
- Елдарські корсари — мандрівні флоти елдарів. Їхні кораблі особливо швидкі та маневрені, проте також і вразливі.
- Друкарі — інакше відомі як темні елдари, гілка розвитку елдарів, що мешкають у прихованому місті Каммораг. Вирізняються егоїзмом і жорстокістю, численними хитрощами й підступністю. Кораблі на додаток до швидкості та потужнішої, ніж в інших елдарів, зброї, обладнані «тіньовими вітрилами», що маскують їх, але не мають сонячних вітрил. Друкарі, на відміну від решти елдарів, сильні в абордажі.
- Орки — космічні зеленошкірі варвари, від природи здібні до розуміння технологій. Їхні кораблі, як і вся техніка, складаються з підручних матеріалів, тому виглядають незграбно, хоча становлять значну загрозу. Віддають перевагу бою на близьких відстанях і винятково сильні в таранних атаках.
- Некрони — колишні володарі галактики, що перенесли свої свідомості в скелетоподібні механічні тіла. Після сну тривалістю мільйони років некрони прокидаються, прагнучи знову панувати. Кораблі некронів дорогі, натомість добре броньовані та здатні швидко саморемонтуватися. Володіють здатністю телепортуватися по полю бою. Зброя некронів винятково точна та часто завдає критичних атак, що збалансовано її малою скорострільністю.
- Тираніди — сукупність істот, керованих колективним розумом. Замість технологій послуговуються спеціальними живими організмами, поглинаючи всю біомасу на шляху. Кожен окремий корабель не становить великої загрози, проте вони дешеві та можуть утворювати величезні флоти. Ефективні на близьких відстанях, а на початку бою завжди перебувають в замаскованому режимі. Найбільші організми тиранідів можуть поїдати ворожі кораблі, гарантовано знищуючи їх незалежно від характеристик.
- Захисний флот Тау — космічні сили молодої цивілізації Тау, котра швидко поширюється і стикається з дедалі новими ворогами. Має добре озброєні кораблі, ефективні на відстані. В той же час вони мають слабку броню. Як і всі Тау, Захисний флот не володіє технологіями подорожі крізь Варп.
- Торгівельний флот Тау — флот, покликаний налаштовувати стосунки з іншими цивілізаціями та забезпечувати зв'язок між колоніями. Кораблі нечисельні та повільні, але добре озброєні для ведення бою на різних дистанціях. Обладнані потужними захисними полями.
- Хаос — зрадники Імперіуму, які служать богам Хаосу. Основні сили базуються в регіоні Око Жаху, де реальний світ перетинається з Варпом. Їхні кораблі дуже різноманітні та швидкі, віддають перевагу бою на великій відстані.[3]

## Сюжет
Пролог. Корабель Космодесантників з ордена Космічних Вовків знищує невеликий флот Хаосу, що летить до Кадії. Проте слідом прибуває набагато більший, куди входить Чорнокам'яна Фортеця. Космічні Вовки ціною життя затримують ворогів скільки можуть. Чорнокам'яна Фортеця прилітає до Кадії, де її руйнує космічна фортеця ордена Імперських Кулаків «Фаланга». Та до планети прилітають все більші сили Хаосу, які веде Абаддон на кораблі «Мстивий дух», і починається затяжний бій. Під проводом Абаддона починається XIII Чорний Хрестовий похід. Архімагосу Адептус Механікус Белізарію Коулу при допомозі лорда некронів Тразіна Незліченного вдається ввімкнути пілони, що спрямовують в Око Жаху промінь, котрий закриває розриви між реальним світом і Варпом, позбавляючи Хаос переваги. Тоді кораблі Хаосу таранять залишки Чорнокам'яної Фортеці та скидають її на планету. Кадія вибухає, закриття Ока Жаху припиняється і флот Хаосу починає просування вглиб Імперіуму.
Кампанія Імперіуму. Після завершення Готичної війни Адмірал Спайр губиться під час перельоту крізь Варп. Повернувшись, він бачить, що в реальному світі минуло 800 років, а Кадія знищена і сили Хаосу наступають на Імперіум. За наказом лорда-адмірала Дранга, він збирає по навколишніх системах вцілілі кораблі Імперського флоту й Адептус Механікус. Спайр отримує перелік систем, які повинен відвоювати, і просувається до системи Кадії. Зрештою Спайру вдається накопичити достатньо сил, аби відвоювати Кадіанську систему.
Проте основні сили Хаосу перебувають в сусідніх регіонах. Спайр відбиває вторгнення тиранідів, рейди темних елдарів і набіги орків. Йому вдається розбити флот некронів і за вказівкою Тразіна зруйнувати планету Темний Трон, яку намагаються зайняти противники його династії. Далі адмірал знищує чотирьох обраних Абаддона, кожен з яких наділений силою одного з богів Хаосу. Йому випадає шанс укласти союз із елдарами на чолі з принцем Елдратайном, проти чого виступає інквізитор Даркгаммер. Також Спайр встряє у протистояння космодесантників ордена Темних Янголів з Палими.
Зібравши достатньо великий флот з кораблів Імперського флоту, Адептус Механікус і Космодесанту, Спайр влітає в Око Жаху. Там він знаходить цитадель Абаддона та протистоїть хвилям ворогів. Залежно від того, кому адмірал допомагав раніше, від того він отримає допомогу у вирішальному бою. Об'єднаним силам вдається розбити флот Абаддона та його корабель «Мстивий дух», чим завершити XIII Чорний Хрестовий похід.
Кампанія некронів. Намісник династії Неферу на ім'я Амаркун пробуджується зі сну та намагається відродити колишні володіння фаерона Кефрека. Він зустрічається з Тразіном, який укладає угоду, за якою Амаркун повинен захопити рідкісний пристрій з «Фаланги». Та коли «Фалангу» знищено, Тразін тікає, забравши пристрій. Амаркун повстає проти Кефрека та стає лідером династії.
Після цього він за намовою Тразіна захоплює браму елдарів, що дозволяє обійти флоти Хаосу. Для цього він знищує їхній Штучний Світ Ос'тару. Амаркун зазнає нападів орків, але йому вдається знищити їхні головні сили. Слідом адмірал Спайр із флотом ордена Ультрамаринів вступає в бій з некронами, але зазнає поразки, в ході цього гине флагман «Честь Макрагга». Амаркун розбиває сили Хаосу легіону Тисячі Синів, а потім зупиняє просування Абаддона.
Амаркун знаходить некронську планету Темний Трон, наповнену потужними технологіями, системи котрої пробуджуються завдяки добутим у переможених ворогів реліквіям. Несподівано прибувають Багряні корсари на чолі з Гуроном Темним Серцем, який приводить з собою одну з Чорнокам'яних Фортець. Амаркун долає їх і бере керування планетою, котра трансформується у зброю, що закриває всі прориви до Варпу навколо. Сили Хаосу лишаються безсилі, а некрони, як і в давнину, стають володарями регіону.
Кампанія тиранідів. Генокради — авангард вторгнення тиранідів, створюють психічний маяк, що приманює флот Левіафан. Тираніди завдають поразки Спайру і той викликає підмогу. Орден Залізних Рук програє в обороні, що відкриває простір вторгненню орків. Знищивши їхнє лігво, тираніди наближаються до Ока Жаху, де їм стають на заваді об'єднані сили елдарів. Абаддон вирішує втрутитись, щоб зрівняти сили Імперіуму та ворогів і один ворог знищив іншого. Та в результаті флот тиранідів обертається проти сил Хаосу.
Тим часом некрони завершують активацію Темного Трону, а тираніди зривають процес. Скориставшись ослабленістю ворогів, Імперіум зосереджує сили, проте у вирішальному бою стає жертвою тиранідів.
XIII Чорний Хрестовий похід завершується не перемогою Імперіуму чи Хаосу, а виснаженням обох сторін. На якийсь час Левіафан затихає, тамуючи голод пожиранням світів навколо Кадії, та згодом починає нове вторгнення.
Кампанія Хаосу (додана як платне DLC). Боги Хаосу обирають Малоса Врайкана командувати походом на Імперіум біля Кадії до повернення Абаддона. Темний апостол Носіїв Слова, Аркрайст Вейн, наказує йому здійснити ритуали на низці планет в обмін на могутність. Лорд Рейведжер вимагає аби Малос знищив адмірала Спайра та інквізитора Даркгаммера. Лорд-адмірал Дранг зраджує Імперіум і підказує де влаштувати засідку на колишніх союзників.
Аркрайст проводить ритуал, що приманює тиранідів, які ослаблюють флоти Імперіуму. Малос заручається підтримкою Гурона та отримує в розпорядження Чорнокам'яну Фортецю. Проте Спайру при підтримці «Фаланги» вдається втекти.
Дізнавшись, що некрони активовують Темний Трон, сили Хаосу атакують планету та знищують її Чорнокам'яною Фортецею. Також їм вдається вбити ключовий організм тиранідів, що дезорганізує їх. Слідом флот Малоса руйнує Штучний Світ Ос'тару, але стикається з навалою орків ватажка Бліцріппи.
Задоволений успіхами Малоса, Абаддон надсилає йому під командування «Мстивий дух». Тепер Малос знаходить і знищує флот Спайра разом з союзними силами. Проте Аркрайст зраджує його аби забрати всю славу собі. Малос убиває його і намірюється наступним повалити самого Абаддона.
* Згідно з романом Гая Гейлі «Темний Імперіум» (2018), XIII Чорний Хрестовий похід завершився перемогою Імперіуму, а останніми значними противниками стали сили Хаосу.

## Оцінки й відгуки
Battlefleet Gothic: Armada II зібрала на агрегаторі Metacritic 77 балів зі 100 від критиків і 7,6/10 від пересічних гравців.
PC Gamer високо оцінили сюжетне обрамлення, різноманітність та самобутність фракцій. У той же час було розкритиковано нові місії з утримання точок, які роблять бої хаотичними, складність читання поля бою через строкаті фони, невиразні іконки інтерфейсу.
PC Invasion відзначили, що сюжет гри гарно доповнює поточні події у франшизі Warhammer 40,000, і в той же час не є надто складним для новачків. У кампаніях зустрічаються численні персонажі, відомі з 8-ї редакції, та є безліч кат-сцен. Бої описувалися як захопливі та веселі завдяки різноманітним можливостям кораблів, але критикувалася погана автоматична навігація, що часто призводить до зіткнень. Також багато місій називалися передбачуваними, а 12 фракцій мультиплеєру надмірністю, що робить гру незбалансованою.